# افغانستان در المپیک تابستانی ۲۰۱۲
افغانستان در بازی‌های المپیک تابستانی ۲۰۱۲ که در لندن برگزار شد، با ۶ ورزشکار در ۴ رشته حضور یافت. روح‌الله نیکپای برندهٔ نخستین مدال افغانستان در تاریخ بازی‌های المپیک در پکن، توانست دومین مدال افغانستان را به دست بیاورد. او مدال برنز وزن ۶۸ کیلوگرم تکواندو را به دست آورد.

## مدال آوران
| مدال | نام            | رشته    | مسابقه                 | تاریخ              |
| ---- | -------------- | ------- | ---------------------- | ------------------ |
| برنز | روح‌الله نیکپای | تکواندو | وزن ۶۸ کیلوگرم تکواندو | ۹ آگوست (۱۹ مرداد) |

## رشته‌ها و ورزشکاران
دو ورزشکار آریانا با ورودی هدیه گزینش شدند.
کلید
- استراحت = ورزشکار به قرعهٔ استراحت خورده است.

مردان
| ورزشکار     | رویداد        | مقدماتی | مقدماتی  | یک چهارم نهایی          | یک چهارم نهایی          | نیمه نهایی              | نیمه نهایی              | نهایی                   | نهایی                   |
| ورزشکار     | رویداد        | زمان    | رتبه‌بندی | زمان                    | رتبه‌بندی                | زمان                    | رتبه‌بندی                | زمان                    | رتبه‌بندی                |
| ----------- | ------------- | ------- | -------- | ----------------------- | ----------------------- | ----------------------- | ----------------------- | ----------------------- | ----------------------- |
| مسعود عزیزی | ۱۰۰ متر مردان | ۱۱٫۱۹   | ۶        | به این مرحله راه نیافت. | به این مرحله راه نیافت. | به این مرحله راه نیافت. | به این مرحله راه نیافت. | به این مرحله راه نیافت. | به این مرحله راه نیافت. |

زنان
| ورزشکار         | رویداد       | مقدماتی | مقدماتی  | یک چهارم نهایی          | یک چهارم نهایی          | نیمه نهایی              | نیمه نهایی              | نهایی                   | نهایی                   |
| ورزشکار         | رویداد       | زمان    | رتبه‌بندی | زمان                    | رتبه‌بندی                | زمان                    | رتبه‌بندی                | زمان                    | رتبه‌بندی                |
| --------------- | ------------ | ------- | -------- | ----------------------- | ----------------------- | ----------------------- | ----------------------- | ----------------------- | ----------------------- |
| تهمینه کوهستانی | ۱۰۰ متر زنان | ۱۴٫۴۲   | ۹        | به این مرحله راه نیافت. | به این مرحله راه نیافت. | به این مرحله راه نیافت. | به این مرحله راه نیافت. | به این مرحله راه نیافت. | به این مرحله راه نیافت. |

## بوکس
مردان
| ورزشکار   | رویداد  | مرحله یک سی‌ودوم                   | مرحله یک شانزدهم | یک چهارم نهایی | نیمه‌نهایی | نهایی  | نهایی    |
| ورزشکار   | رویداد  | نتیجه                             | نتیجه            | نتیجه          | نتیجه     | نتیجه  | رتبه‌بندی |
| --------- | ------- | --------------------------------- | ---------------- | -------------- | --------- | ------ | -------- |
| اجمل فیصل | سبک وزن | نوردین اوبالی (FRA) · بازنده ۹–۲۲ | حذف شد           | حذف شد         | حذف شد    | حذف شد | حذف شد   |

## جودو
یک جودوکار از آریانا به مسابقات دعوت شد.
| ورزشکار       | رویداد     | مرحله یک شصت و چهارم                     | مرحله یک سی‌ودوم | مرحله یک شانزدهم | یک چهارم نهایی | نیمه‌نهایی | شانس مجدد ۱ | شانس مجدد ۲ | نهایی  | نهایی  |
| ورزشکار       | رویداد     | نتیجه                                    | نتیجه           | نتیجه            | نتیجه          | نتیجه     | نتیجه       | نتیجه       | نتیجه  | رتبه ۱ |
| ------------- | ---------- | ---------------------------------------- | --------------- | ---------------- | -------------- | --------- | ----------- | ----------- | ------ | ------ |
| اجمل فیض زاده | ۶۶ کیلوگرم | میکلوش اونگواری (HUN) · بازنده ۰۰۰۰–۰۱۰۰ | حذف شد          | حذف شد           | حذف شد         | حذف شد    | حذف شد      | حذف شد      | حذف شد | حذف شد |

## تکواندو
| ورزشکار        | رویداد     | مرحله یک شانزدهم                  | یک چهارم نهایی                       | نیمه‌نهایی      | شانس مجدد ۱                   | شانس مجدد ۲                        | نهایی             | نهایی    |
| ورزشکار        | رویداد     | نتیجه                             | نتیجه                                | نتیجه          | نتیجه                         | نتیجه                              | نتیجه             | رتبه‌بندی |
| -------------- | ---------- | --------------------------------- | ------------------------------------ | -------------- | ----------------------------- | ---------------------------------- | ----------------- | -------- |
| روح‌الله نیکپای | ۶۸ کیلوگرم | میکال لونیوسکی (POL) · برنده ۱۲–۵ | محمد باقری معتمد (IRI) · بازنده ۴–۵  | به فینال نرسید | دیوید بویی (CAF) · برنده ۱۴–۲ | مارتین استمپر (GBR) · برنده ۵–۳    | برنده رده بندی    | 3        |
| نثاراحمد بهاوی | ۸۰ کیلوگرم | حسام شرنوبی (MAR) · برنده ۴–۳     | سباستین کریسمانیچ (ARG) · بازنده ۱–۹ | به فینال نرسید | وون اسکات (NZL) · برنده ۱۱–۶  | مائورو سارمیِنتو (ITA) · بازنده ۰–۴ | به رده بندی نرسید | ۵        |